# Bartolomé Fortunato
Bartolomé Fortunato Araujo (nacido el 24 de agosto de 1974 en Santo Domingo) es un lanzador que jugó en las Grandes Ligas de Béisbol para dos equipos entre 2004 y 2006. Se encuentra actualmente militando para los Edmonton Capitals de la North American League.
Fortunato era originalmente un jardinero, pero se convirtió en lanzador cuando firmó como amateur con las Mantarrayas de Tampa Bay en 1999. Hizo su debut en las Grandes Ligas el 29 de junio de 2004, contra los Azulejos de Toronto.
Fortunato fue canjeado a los Mets de Nueva York junto a Víctor Zambrano, como parte de un controvertido acuerdo que envió al principal prospecto de los Mets, Scott Kazmir a Tampa Bay.  Después de haber lanzado bien a finales de 2004, pasó toda la temporada 2005 en la lista de lesionados con una hernia discal. Después de firmar con los Gigantes de San Francisco en los entrenamientos de primavera de 2008, Fortunato fue liberado por los Gigantes el 15 de junio.
El 6 de julio de 2008, Fortunato firmó con los Calgary Vipers de la Golden Baseball League. El 10 de julio, los Calgary Vipers lo cambiaron a los St. George Roadrunners por un jugador a ser Nnombrado más tarde.
El 23 de agosto de 2010, Fortunato firmó con los Bridgeport Bluefish.